# Raphaël Haroche
Raphaël, właściwie Raphaël Haroche (ur. 7 listopada 1975 w Boulogne-Billancourt we Francji) – francuski piosenkarz.

## Życiorys
Jest synem argentyńsko-rosyjskiej pary adwokatów. Jego ojciec jest jednocześnie pisarzem tworzącym pod pseudonimem Josh Harel.
Raphaël od najmłodszych lat interesował się muzyką. Bardzo wcześnie nauczył się gry na pianinie i gitarze. W wieku siedmiu lat odkrył twórczość Davida Bowie, później inspirował się takimi artystami, jak Iggy Pop, Bob Dylan, Jacques Brel czy zespół Noir Désir.
Jego pierwsza płyta, Hotel de l'univers (2000), nie odniosła dużego sukcesu, ale utorowała mu drogę do kariery. Po trzech latach i zagraniu mnóstwa koncertów, Raphaël powrócił albumem La réalité, który przyniósł mu oczekiwany rozgłos m.in. dzięki utworowi Sur la route wykonywanemu w duecie z Jean-Louis Aubertem. W 2005 roku ukazała się trzecia płyta Raphaëla, która sprzedała się nakładem ponad miliona egzemplarzy i przyniosła artyście trzy prestiżowe francuskie nagrody muzyczne Victoires de la musique (dla najlepszego wokalisty roku, za najlepszy album roku oraz nagrodę publiczności za singel Caravane).

## Dyskografia

### Hôtel de l'univers (2000)
1. Cela nous aurait suffi
2. Qu'on est bien dans ce monde
3. Laisse Faire
4. Hôtel de l'univers
5. La meute
6. Ici tout va bien
7. On craindra plus les balles
8. Choisis ton camp
9. Petite annonce
10. T'apporter mon amour
11. Libre service

### La réalité (2003)
1. Comme un homme à la mer
2. Ô Compagnons
3. Il ira loin
4. La mémoire des jours
5. Il y a toujours
6. Au temps des colonies
7. Être Rimbaud
8. 1900
9. Sur la route
10. La réalité
11. Des mots
12. Suivez la musique

### Caravane (2005)
1. Caravane
2. Ne partons pas fâchés
3. C'est bon aujourd'hui
4. Chanson pour Patrick Dewaere
5. Et dans 150 ans
6. Les petits bateaux
7. La route de nuit
8. Schengen
9. Peut-être a-t-il rêvé?
10. La ballade du pauvre
11. Funambule

### Résistance à la nuit (2006)
1. Funambule
2. La route de nuit
3. Ne partons pas fâchés
4. C'est bon aujourd'hui
5. Chanson pour Patrick Dewaere
6. 1900
7. Schengen
8. Au temps des colonies
9. Ô compagnons
10. Peut-être a-t-il rêvé?
11. Les petits bateaux
12. La ballade du pauvre
13. Sur la route
14. Ceci n'est pas un adieu
15. Caravane
16. Et dans 150 ans

Bonus:
1. Comme un homme à la mer
2. Petite annonce
3. La petite chanson
4. La mémoire des jours
5. Il y a toujours

### Une nuit au Châtelet (2007)
1. Happe
2. J'l'ai pas touchée
3. C'est bon aujourd'hui
4. 1900
5. Élégie funèbre
6. Ceci n'est pas un adieu
7. Élisa
8. Caravane
9. Sur mon cou
10. Les petits bateaux
11. Saint-Étienne
12. Des mots
13. Sur la route
14. Poste restante
15. Ne partons pas fâchés
16. Une petite cantate
17. Et dans 150 ans

### Je sais que la terre est plate (2008)
1. Le vent de l'hiver
2. Je sais que la terre est plate
3. Adieu Haïti
4. Le petit train
5. Sixième étage
6. La jonque
7. Quand c'est toi qui conduis
8. Concordia
9. Tess
10. Les limites du monde
11. Transsibérien

### Pacific 231 (2010)
1. Terminal 2B
2. Bar de l'hôtel
3. Locomotive
4. La petite misère
5. Manteau jaune
6. Je hais les dimanches
7. Ce doit être l'amour
8. Le Patriote
9. Versailles
10. Dharma blues
11. Je détruis tout
12. Prochaine station
13. Odyssée de l'espèce

Bonus:
1. L’Alphabet des gens
2. Dépression n° 7
3. La Fée

### Live vu par Jacques Audiard (2011)
1. Terminal 2B
2. Bar de l'hôtel
3. Prochaine station
4. Ne partons pas fâchés
5. Je hais les dimanches
6. Chanson pour Patrick Dewaere
7. Caravane
8. Ce doit être l'amour
9. Odyssée de l'espèce
10. Versailles
11. Shengen
12. Locomotive
13. Et dans 150 ans
14. Modern love
15. Sur la route
16. Osez Joséphine

### Super Welter (2012)
1. Manager
2. Déjà vu
3. Voyageur immobile
4. Peut être
5. Mariachi blues
6. Insensible
7. Asphalte
8. Collision
9. Noire serenade
10. Quand j'aimais vraiment